# 弘前市立朝陽小学校
弘前市立朝陽小学校 （ひろさきしりつ ちょうようしょうがっこう）は、青森県弘前市大字在府町にある公立小学校。

## 概要
創立は1873年（明治6年）10月で弘前市内で最も長い歴史を持つ小学校である。学区は弘前市の中心部に近い市役所付近からおよそ2km南西にあるりんご公園付近までの範囲である。その学区内には、長勝寺を始めとした禅林街や弘前大学本町キャンパス（医学部など）、弘前大学医学部附属病院などがある。2019年（令和元年）5月1日時点の児童数157名で、市内では中規模の小学校である。

## 沿革

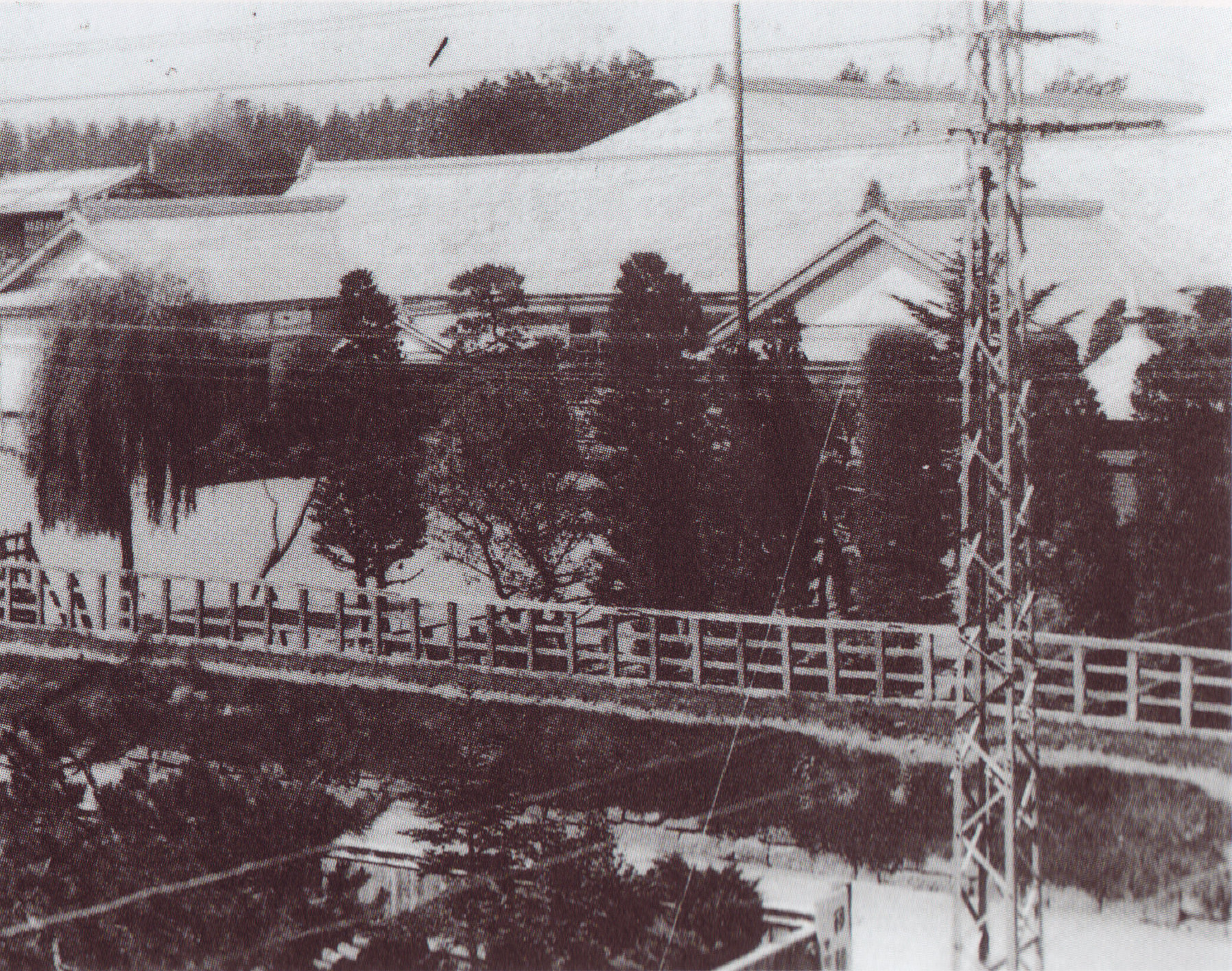
朝陽小学校の前身、白銀尋常小学校、1899年。

- 1873年（明治6年）10月1日 - 本町1丁目角32番地にあった今村九左衛門の家屋を仮校舎とし、私立東奥義塾附設の小学科生徒を収容し、弘前市内で最初の小学校「一番小学」として創立[1]。
- 1874年（明治7年）2月1日 - 上白銀町1番地元西館字膳家屋（現在の市役所付近）に移転。白銀小学と改称。
- 1878年（明治11年）7月3日 - 本町2番地（現在の弘前税務署付近）に校舎新築し、朝陽小学と改称。
- 1882年（明治15年）1月 - 朝陽小学校と改称し、初等科と中等科に編成。
- 1886年（明治19年）8月 - 朝陽尋常小学校と改称。
- 1887年（明治20年） - 中津軽郡朝陽尋常小学校と改称。
- 1889年（明治22年）
  - 6月20日 - 市制施行に伴い、弘前市朝陽尋常小学校と改称。
  - 9月 - 新校舎落成式。
- 1913年（大正2年）12月 - 御真影奉置所完成。弘前の学校はこれに倣った。
- 1917年（大正6年）2月7日 - 文部省（現:文部科学省）より、校歌の許可が出る（制定）。
- 1923年（大正12年） - 創立50周年記念事業として、校章制定。
- 1924年（大正13年）3月11日 - 校章の制作完了し、正式に使用。
- 1935年（昭和10年）10月21日 - 在府町に校舎新築移転し、落成式挙行。
- 1941年（昭和16年）4月1日 - 国民学校令により、青森県弘前市朝陽国民学校と改称。
- 1944年（昭和19年）10月23日 - 朝陽国民学校校舎焼失[2]。
- 1945年（昭和20年）11月 - 青森師範が戦災により被害を受けた事から、時敏校に移転、時敏の1学年～4学年児童、本校で2部授業を行った。
- 1946年（昭和21年）4月1日 - 青森師範学校附属国民学校と改称。
- 1947年（昭和22年）
  - 3月10日 - 青森医学専門学校朝陽校が在府町へ移転[2]。本校校舎は、本町2番地の旧校舎に移転。
  - 4月1日 - 学制改革（六・三制の発足）により、青森師範学校附属小学校と改称。
- 1948年（昭和23年）4月1日 - 弘前市立朝陽小学校（旧）と改称。
- 1949年（昭和24年）
  - 4月1日 - 第一朝陽小学校と改称。学区を分離し、桔梗野に第二朝陽小学校を新設。
  - 7月 - 第二朝陽小学校校舎新築落成[2]。
  - 9月1日 - 第一朝陽小学校が朝陽小学校と再改称。第二朝陽小学校は桔梗野小学校と改称。
  - 10月23日 - 北側校舎から出火し、全焼。
- 1951年（昭和26年）12月25日 - 在府町36番地に校舎新築竣工し、同日移転。
- 1952年（昭和27年）1月14日 - 落成式挙行。
- 1953年（昭和28年）10月1日 - 創立80周年記念式典挙行。
- 1954年（昭和29年）4月1日 - 市内小学校より募集編成の弘前市立特殊学級1学級を開設する(昭和33年3月まで)。
- 1962年（昭和37年）4月1日 - 特殊学級1学級を開設。
- 1963年（昭和38年）
  - 4月1日 - 特殊学級1学級を増級し、2学級となる。
  - 7月22日 - 創立90周年記念事業プール完成修祓式挙行。
  - 10月1日 - 創立90周年記念式典を挙行。鎌田記念会館修祓式。
- 1967年（昭和42年）
  - 5月10日 - 鎌田記念会館前に清明園の石を配置。
  - 9月18日 - 北中庭の石庭完成(緑化1年度）。
- 1968年（昭和43年）10月9日 -  南中庭・花壇完成(緑化2年度)。
- 1969年（昭和44年）11月27日 - 南側観察園完成(緑化事業完了)。
- 1973年（昭和48年）
  - 1月26日 - 学区内篤志家の寄贈により1学年3教室及び体育館入口廊下に水道施設完了。
  - 6月15日 - 創立100周年記念プール浄化装置完成。
  - 10月1日 - 創立100周年記念式典挙行。祝賀会・併催表示開催。中庭濾過装置一式がPTAより寄贈される。
- 1977年（昭和52年）8月5日 - 津軽一円を襲った集中豪雨により水害が発生し、本校が避難場所となる。本校での被害児童53名。
- 1978年（昭和53年）8月9日 - 屋根トタン葺替え工事全校舎完了。
- 1982年（昭和57年）3月15日 - 16教室のアルミサッシ戸取り付け工事完了。
- 1983年（昭和58年）
  - 5月26日 - 12時頃に発生した日本海中部地震により、校舎・校具に若干の被害が発生した。
  - 10月1日 - 創立110周年記念式典挙行。祝賀会開催し、PTA「朝陽」合本集刊行。
- 1985年（昭和60年）
  - 8月30日 - 校舎改築促進のため期成同盟会結成発足総会開催。
  - 11月19日 - 旧柴田幼稚園跡地が、校地として本校に引き渡される。
- 1986年（昭和61年）
  - 3月5日 - 校舎改築地質調査始まる。
  - 6月5日 - 道路拡張工事始まる（秋田屋本館通り）。
  - 7月6日 - 校舎増築工事着工。
- 1986年（昭和62年）
  - 6月30日 - 新校舎竣工（体育館を除く）。
  - 7月11日 - 新校舎へ移転。
  - 7月22日 - 旧校舎解体工事開始。
- 1988年（昭和63年）
  - 6月30日 - 体育館竣工。
  - 8月22日 - プール完成[3]。
  - 9月30日 - プール・校庭整地完了。
  - 10月1日 - 校舎改築記念式典挙行。同日、校庭に防球ネットが同窓会より寄贈される。
- 1989年（平成元年）
  - 5月9日 -  校庭の上手芝生張りつけ・土砂入れ替え・鉄棒取付完了。
  - 6月4日 - 校庭竣工修祓式。
- 1990年（平成2年）11月17日 - 体育館裏に防火水槽設置。
- 1991年（平成3年）9月28日 - 台風19号により、体育館軒・防球ネットに被害。臨時休校となる。
- 1992年（平成4年）9月 - 学校五日制実施。
- 1993年（平成5年）
  - 7月12日 - 22時17分頃に発生した北海道南西沖地震により、3階送水管に亀裂が生じ、水漏れが発生した。
  - 9月20日 - 校歌額取り付け（平成4年度卒業生・協賛会より）。
  - 9月25日 - 創立120周年記念ねぷた運行。
  - 9月30日 - 創立120周年記念式典挙行。協賛会より、校旗・スクールバンド用楽器を寄贈。校歌額を卒業生協賛会より、寄贈される。
- 1994年（平成6年）3月9日 - 旧校旗額取り付け（平成5年度卒業生より）。
- 1995年（平成7年）9月30日 - 国旗掲揚塔の移転完了。
- 1996年（平成8年）8月12日 - 校庭排水工事完了。
- 1997年（平成9年）3月7日 - 境界土塁工事完了。
- 1998年（平成10年）6月19日 - PTAより、体育館ステージ幕が寄贈される。
- 1999年（平成11年）11月26日 - 平成11年度野球部後援会会長より、 野球部部室が寄贈される。
- 2000年（平成12年）
  - 5月8日 - 花壇整備工事（9日まで）。
  - 6月2日 - クロス張り替え工事（4日まで）。
  - 6月21日 - 野球部ベンチ工事、鉄棒移設。
  - 9月6日 - 職員室にパソコン設置。
  - 9月13日 - プレハブ小屋設置。
- 2001年（平成13年）2月6日 - ワークスペースへ本棚設置（平成12年度卒業生より寄贈）。
- 2002年（平成14年）
  - 1月8日 - 卓球台1台寄贈。
  - 3月20日 - ミニサッカーゴール（平成12年度卒業生より寄贈）。
  - 3月30日 - 校舎東側にラベンダー植樹。
  - 5月14日 - 八街市立朝陽小学校（千葉県）と『兄弟姉妹締結書』を交わし、交流を開始。
- 2003年（平成15年）
  - 2月5日 - 校庭にスキー山完成。
  - 4月2日 - 第2図書室にカーペットを敷く（130周年記念事業）。
  - 8月13日 - 体育館剥離・塗装工事完了。
  - 8月18日 - 体育館ギャラリー扉取り付け。
  - 9月28日 - 創立130周年記念式典と祝賀会を挙行。
  - 10月10日 - 130周年記念マラソン大会。
  - 11月14日 - 八街市立朝陽小学校120周年記念式典に参加。
- 2004年（平成16年）6月2日 - 初めての「不審者対策避難訓練」実施。
- 2005年（平成17年）
  - 3月2日 - 同窓会入会式の最中、体育館の屋根雪が落下し、外壁及び外灯が破損。
  - 3月14日 - 体育館外壁修理。
  - 4月20日 - 豪雪による体育館壁面と鉄棒の補修工事終了。
- 2006年（平成18年）
  - 1月26日 - 体育館外壁が、落雪のため破損。
  - 6月28日 - 鉄棒新設工事（旧鉄棒撤去）。
- 2008年（平成20年）10月17日 - 体育館強化ガラス入れ替え完了。
- 2009年（平成21年）1月8日 - 児童・職員の下足箱設置。
- 2011年（平成23年）
  - 3月11日 - 14時46分頃に発生した東日本大震災により停電。集団下校実施（12日6時30分復旧）。
  - 3月14日 - 東日本大震災による臨時休校。
  - 4月7日 - 23時32分頃に発生した東日本大震災の余震により、停電が発生。　
  - 4月8日 - 児童が登校したが、午前で集団下校。給食は中止。10時00分に電気が復旧した。
- 2013年（平成25年）
  - 5月26日 - 創立140周年記念大運動会開催。
  - 6月25日 - 創立140周年記念電動暗幕設置。
  - 6月29日 - 1階非常口外板パネル塗装。
  - 8月24日 - 創立140周年記念ねぷた運行。
  - 9月5日 - 140周年記念児童用図書の寄贈。
  - 9月17日 - 体育館外壁破損修理。
  - 9月29日 - 創立140周年記念式典表彰式祝賀会。
  - 10月1日 - 創立記念日（140周年）の振替休校日。
  - 11月6日 - 防災行政無線施設整備工事（2014年3月まで）。
- 2014年（平成26年）
  - 4月14日 - 百葉箱設置。
  - 9月 - 太陽光発電施設整備（平成26年度朝陽小学校再生可能エネルギー等導入設備工事・12月5日まで）。
- 2015年（平成27年）
  - 5月21日 - 体育館側駐車場（砕石による）整地工事。
  - 6月15日 - ひまわり学級（自閉症・情緒）児童転出のため閉級。教室は学習室へ転用。
  - 7月1日 - 屋内運動場非構造部材落下防止対策工事（8月31日まで）。
- 2016年（平成28年）8月18日 - グラウンド東側にスキー山造成。
- 2017年（平成29年）8月7日 -  PTAより、各普通教室に天井付扇風機2台ずつ設置。
- 2018年（平成30年）2月20日 - 普通教室カーテン遮光カーテン取替。
- 2019年（平成31年）
  - 3月27日 - 教室棟の各トイレの遮光カーテン取替。同日、新寺町児童館老朽化に伴い取り壊しとなったため、本校校舎内になかよし会を設置。
- 2020年（令和2年）
  - 1月22日 - 各教室及び音楽室エアコン設置に係る工事開始（3月25日設置工事完了）。
  - 3月2日 - 新型コロナウイルス感染症対策のため、3月3日から25日まで、臨時休校とする措置を採った（17日と25日は出校日とした）。
  - 3月20日 - 卒業証書授与式を挙行したが、新型コロナウイルス感染症対策のため、卒業生とその保護者及び職員のみの参加となった。
  - 3月25日 - 修了式と離任式及び在校生へ後期通知表配付。なお、新型コロナウイルス感染症対策のため、修了式は放送で行った。
  - 3月26日 - 難聴学級設置に伴う教室移動のため、新4学年教室へエアコン設置工事開始（30日設置工事完了）。
  - 6月 - ホームページ開設。
- 2023年（令和5年）
  - 5月27日 - この日開催の運動会を「創立150周年記念大運動会」として開催[1]。
  - 8月19日 - 創立150周年記念ねぷた運行[4]。
  - 9月30日 - 創立150周年記念式典挙行し、祝賀会開催。
  - 10月10日 - 創立150周年記念マラソン記録会開催。

## 教育目標
- 生きる力を身につけ、朝陽 （あさひ）のようにきらきら輝く子
- あかるく元気な子
- さいごまでがんばる子
- 心ひろがる子

## 学区
本町、元長町、元大工町、上白銀町、塩分町、森町、覚仙町、在府町の一部、相良町、茂森町、西茂森全域、茂森新町全域、南塘町の一部、清水富田 (字寺沢)、常盤坂1～4丁目

## 出身著名人
石坂洋次郎（小説家） - 校門脇に石坂の石碑が建っている

## 交通
- 弘南バス
  - 弘前バスターミナル - 相馬線、他
    - 茂森南口停留所下車後、徒歩約300m・約5分。
- 弘南鉄道大鰐線弘高下駅から、徒歩約1.3km・約19分。

## 参考資料
- 『弘前市教育史 別巻』（弘前市教育委員会・1979年3月12日発行）155頁「朝陽小学校」
- 『朝陽小学校創立130周年記念誌「朝陽」』（弘前市立朝陽小学校百三十周年記念事業協賛会・2003年9月28日発行）「130年のあゆみ 朝陽小学校」49頁～55頁の「あゆみ（年表）」（1978年以降の沿革のみ参照）